# 王靜修
王静修（1879年—？）字襄忱，河北承德人。中华民国及满洲国军事将领。

## 生平
1911年，王静修毕业于日本陆军士官学校步兵科。归国后，任东北陆军讲武堂黑龙江分校教育长。1930年，任黑龙江国防筹备处参谋长。1931年九一八事变后，代表马占山同洮南的張海鵬及日本方面交涉。1932年，任东北边防军驻黑龙江副司令。同年，和马占山共同归顺满洲国，任满洲国军政部次长。1934年，任满洲国第五军管区司令官。1936年（康德3年）8月24日，和王殿忠一起被任命为陸軍上将。1937年至1938年，任满洲国第一军管区司令官。1941年至1945年，王静修任满洲国参议府参议。
1945年满洲国崩溃后，王静修去向不详。